# Valérie Thomas (conservatrice)
 (juillet 2025).
Pour les articles homonymes, voir Valérie Thomas (homonymie) et Thomas.
Valérie Thomas, née le 13 février 1966[Où ?], est une conservatrice française et directrice du musée de l'École de Nancy depuis 1996.

## Biographie
Diplômée de l'université Paris I et formée à l'école du Louvre, elle passe trois ans aux musées de Metz avant de diriger le musée de l'école de Nancy en septembre 1996.